# الئا

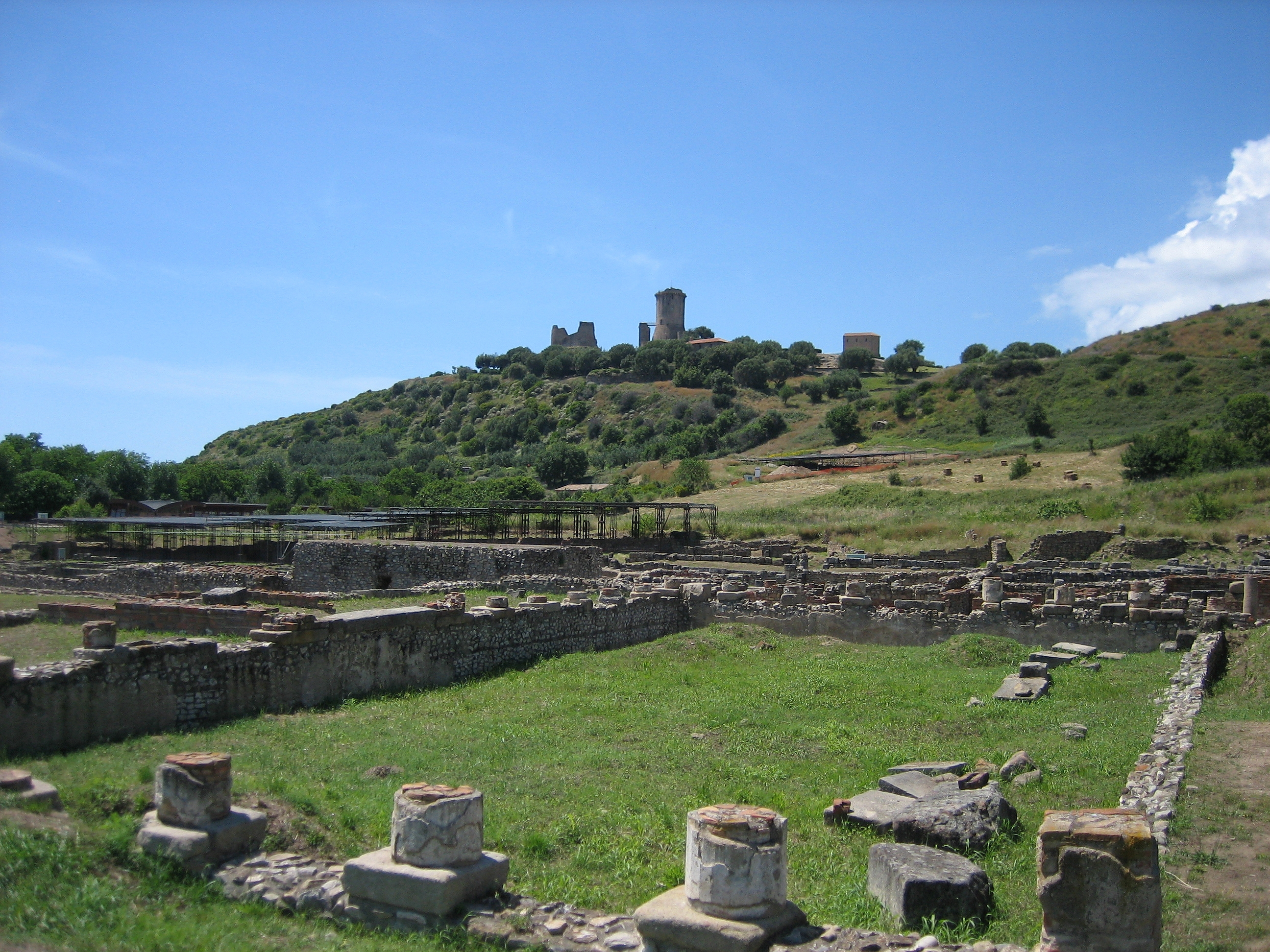
نمایی از منطقهٔ کاوش‌های باستانی در شهر الئا، سواحل دریای تیرنی - ۲۰۰۷

الئا شهری باستانی در منطقهٔ مگنا گراسیا در سواحل دریای تیرنی بود. این شهر در اصل بوسیلهٔ یونانیان در حدود ۵۳۸–۵۳۵ پیش از میلاد تأسیس شد و هایلا نام‌گذاری شد. این نام بعدها به الهو سپس به الئا تغییر نام داد.
شهرت الئا بواسطهٔ فیلسوفانی همچون پارمنیدس و زنون الئایی است که در این شهر زیستند، و همچنین مکتب الئا را در آن پایه‌گذاری کردند.

## تاریخ
به گفته هرودوت، در ۵۴۵ قبل از میلاد ایونیانِ ساکنِ شهر فوسیا، واقع در ترکیه امروزی، از این شهر که در محاصرهٔ ایرانیان بود گریختند. آنان پس از مدت‌ها سرگردانی در دریا (۸ تا ۱۰ سال) در رجو کالابریا توقف کردند، جایی که احتمالاً کسنوفانس به آنان پیوست. سپس آنان در امتداد ساحل به سمت شمال حرکت کردند، و شهر هایلا (Heyle) را بنا نهادند. این شهر بعدها اله، و سپس الئا نامیده شد.

## مکتب الئا
مکتب الئا یکی از مکتب‌های پیشاسقراطی به حساب می‌آید. این مکتب در اوایل قرن پنجم قبل از میلاد بوسیلهٔ پارمنیدس تأسیس شد. از دیگر اعضای این مکتب می‌توان زنون الئایی و ملیسوس را نام برد. نام کسنوفانس نیز گاهی اوقات در این لیست قرار داده‌می‌شود، اما بر سر این موضوع اختلاف نظر وجود دارد.